# Kristianopel
Kristianopel (tidligere dansk: Christianopel) er en landsby og tidligere by i Blekinge i det sydlige Sverige med 108 (2023) indbyggere. Den ligger i Karlskrona kommune i Blekinge län.

## Historie
Christianopel blev grundlagt i 1599 af Christian 4. som et dansk fæstningsværk ved Øster Herred og Blekinges yderste grænse mod Sverige (Kalmar Len), i nærheden af den tidligere by Avskær. Avskær og den nærliggende Lyckebys Købstadspriviligier blev i 1600 overført til den nye by, som i begyndelsen kaldtes Styr-Kalmar, da den var anlagt for at kontrollere fæstningen Kalmar, men senere fik navnet Christianopel (græsk for Christians by). Fæstningsbyen blev bygget på en lang, smal ø eller tange i Kalmarsund, hvor den skulle være nem at forsvare. I 1606 blev den befæstet, og herfra stammer den endnu bevarede gamle bymur. Den var omgivet af en 4 til 6 meter høj stenmur med bastioner og volde.
Kristianopel var sæde for lensmanden til Kristianopel Len, som indtil 1601 kaldtes Lykå Len.
Under Kalmarkrigen indtog den da 16-årige Gustaf Adolf, dengang kronprins, ved en krigslist Kristianopel i juli 1611, byen lagdes i aske og kirken blev revet ned. En ny kirke, Den Hellige Trefoldighedskirke, blev bygget i årene 1618–1624. Kristianopel fik igen købstadsprivilegier i 1622. I 1637 befæstedes byen atter af danskerne. Kristianopel fik nye købstadsprivilegier i 1648. 
Kristianopels betydning som grænsebefæstning var udspillet efter at Blekinge ved freden i Roskilde blev svensk i 1658. Efter 1658 istandsattes byens befæstninger. I 1663 bestemtes, at disse snarest skulle nedrives, men i 1670 og 1672 repareredes de, og 1673 besluttedes det, at Kristianopel skulle "konserveres".
I 1676 førtes bestykningen imidlertid til Karlshamn. Den 25. september samme år indtog en styrke under obersteløjtnant Lützow fra den danske flåde Kristianopel, der var forladt af svenskerne. Danskerne begyndte at istandsætte de halvt nedrevne fæstningsværker og gjorde Kristianopel til en af snaphanernes fornemmeste støttepunkter. Den 22. februar 1677 måtte Lützow trække sig tilbage, fæstningsværkerne blev nedbrudt, og borgerne beordredes til at flytte til Ronneby, Växjö og Karlshamn. Samtidig mistede byen atter sine købstadprivilegier. Befæstningen ansås for at være farlig for Sverige, og i 1678 udstedtes en befaling om, at ikke et eneste hus måtte blive tilbage.
I 1707 blev den svensk købstad, men som by nåede den aldrig nogen betydning (endnu i 1909 havde byen kun 88 indbyggere). 
I historien er den kendt fra Traktaten i Kristianopel 13. (23.) august 1645, hvor Danmark efter Brömsebrofreden måtte nedsætte Sundtolden til omkring en fjerdedel for svenskernes forbundsfælle, hollænderne.